# 予後
予後（よご、英: prognosis、独: Genesung；Prognose）とは、手術後の患者の状態や、病気・創傷の将来的な状態、特にそれらの状態に関する見込み、を意味する医学用語である。

## 概説
「予後」（英語ではprognosis）とは、予想される医学的な状態（健康状態）に関する、経験にもとづいた見解、を意味する用語である。
例えば「予後が良い」や「予後良好」と言えば、見通しがよいことを意味する。反対に「予後が悪い」や「予後不良」とは、見通しが悪いことを表す。「予後比較的良好」という表現も頻用されるが、これは「同種の他疾患に比べれば良好」といった程度の意味である。
「予後」の意味は疾患や病状によって異なり、例えば悪性度の高い進行がんや末期がん（癌）などでは「生存期間」、精神疾患では「社会復帰可能か、どうか」との意味になることが多い。ただし同じ疾患でも複数の観点から予後が判断されることがあり、生存のみを考える場合は生命予後、機能に関する後遺症が残るかどうかを考える場合は機能予後という用語を用いる。例えばうつ病は精神疾患であるが自殺という生命予後に直結する危険を含んでいるし、脳卒中の生命予後は必ずしも悪くないが、寝たきりになるなど機能予後の問題は大きい。
致死的な疾患の場合においては、生命予後の指標として広く使われているのは生存率である。5年生存率とは、ある疾患を診断された患者のうちどれだけが、診断から5年後にも統計的に生存しているかの割合である。すなわち、その5年間に何らかの理由（診断された疾患かもしれないし、それと無関係な交通事故かもしれない）で死亡した人の割合を1から引いたものである。同様に計算される1年生存率、10年生存率もよく使われる。略して「5生率」などとも言う。その他、平均生存期間（診断から死亡するまでの時間の平均）も生命予後の指標として頻用される。
予後を判断する材料となるものを「予後規定因子」あるいは単に「予後因子」と言う。主な予後因子には疾患の種類、症状、病期、病理像、部位、遺伝子、合併症、年齢などがある。

## 派生用法
「予後」という言葉は（人間の）医学用語だけではなく、獣医学用語としても用いられる。競走馬が骨折などにより「予後不良」と診断されるのもこの獣医学用語であるが、競馬界の間では「予後不良」という言葉は、単なる獣医学用語の域を脱して、別の意味をも含んだ言葉として用いられるのが普通である。競馬界での「予後不良」の用法については予後不良_(競馬)を参照。